# Radiernadel

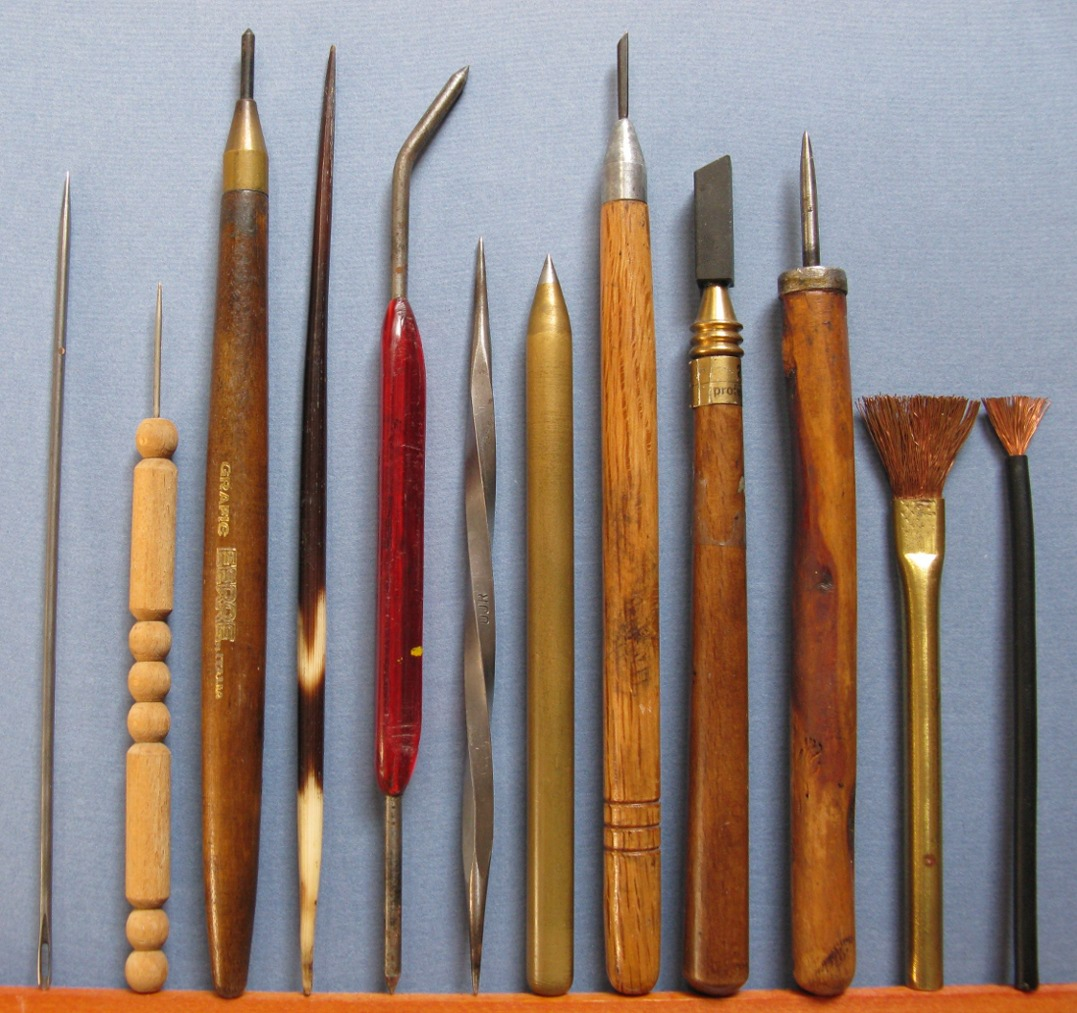
Verschiedene Radiernadeln, teilweise mehrnadelig

Die Radiernadel ist ein Gravierwerkzeug der Goldschmiede und Künstler zur Herstellung von Gravuren und künstlerischer Druckgrafik. Mit der Radiernadel wird unter Druck eine Zeichnung auf ein Metallstück oder eine Tiefdruckplatte geritzt (Radierung).
Die nadelförmige Spitze unterscheidet die Radiernadel vom keilförmigen Stichel, der im Kupferstich Anwendung findet und der vom Körper weg geführt wird. Die Spitze der Radiernadel besteht in der Regel aus gehärtetem Stahl. Es finden auch Radiernadeln mit einem gefassten Diamantsplitter Verwendung.
Bei der Kaltnadelradierung wird die Zeichnung unter Kraftaufwand mit einer in Holz gefassten Stahlnadel oder einer aus massivem Stahl bestehenden, etwas schwereren Radiernadel ausgeführt. Dabei bewirkt ein stärkerer Druck der Nadel auch eine stärkere Linie. Das Eigengewicht der massiven Radiernadel erleichtert dabei etwas die Zeichenarbeit, die wegen des Metallwiderstandes mit Kraftaufwand verbunden ist. Zu beiden Seiten der Rillen stellt sich das verdrängte Material auf und bildet einen scharfen Grat. Es werden Kerben ins Material gedrückt und es findet eine Kaltverformung des Metalls statt.
Für die Ätzradierung wird der auf die Druckplatte aufgetragene Abdecklack sehr frei, wie mit einem Bleistift, stellenweise abgehoben, sodass an den freigelegten Stellen die Ätzflüssigkeit das Metall angreifen und vertiefen kann. Die Radiernadel darf dafür nicht zu spitz sein, sonst würde die freigelegte Linie nicht breit genug für eine gleichmäßige Ätzung.

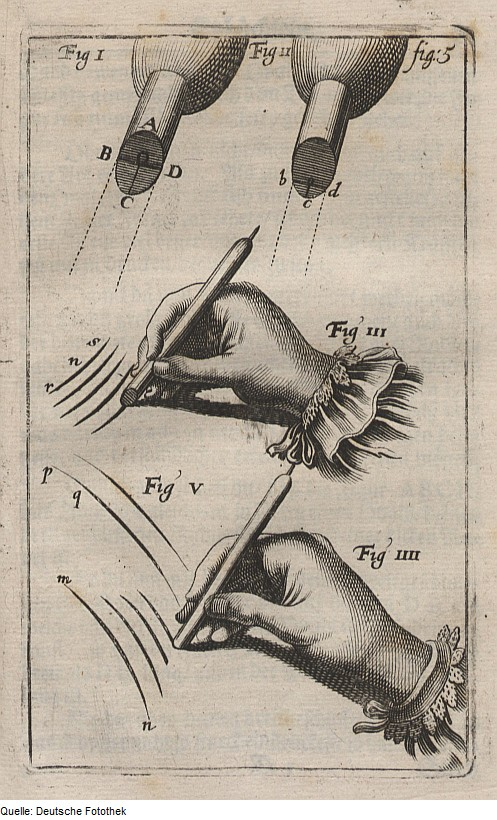
Echoppe mit Beispielen für die Linienführung (Abbildung aus Diderots Encyclopédie)

Die sogenannte Echoppe stellt eine besondere Form der Radiernadel dar. Diese ist an der Spitze angeschrägt und wird fast ausschließlich zum Zeichnen in den Abdecklack bei Ätzradierungen verwendet. Durch leichtes Drehen entstehen an- und abschwellende Linien.